# Квинт Флавий Месий Эгнаций Лоллиан
Квинт Флавий Месий Эгнаций Лоллиан Мавортий (лат. Quintus Flavius Maesius Egnatius Lollianus signo Mavortius) — государственный и политический деятель Римской империи.

## Биография
Предположительно, его предком был консул-суффект начала III века Луций Эгнаций Виктор Лоллиан.
Последовательно Лоллиан был квестором, городским претором. В 328 году он занимал пост куратора акведуков. Также он был куратором общественных зданий. Между 328 и 334 годом Лоллиан был консуляром Кампании. Между 329 и 335 годом он стал императорским комитом, а в между 330 и 336 годом — комитом Востока. Между 334 и 337 годом Лоллиан занимал должность проконсула Африки. По всей видимости, он был предназначен в консулы 338 года императором Константином I, однако 22 мая 337 года тот скончался, а его наследники, по-видимому, не сочли нужным следовать его планам. С 1 апреля 342 года по 6 июля того же года Лоллиан был префектом Рима.
Только в 355 году он был удостоен звания консула с Арбитионом, а в 355—356 годах занимал пост префекта претория Иллирика. Тогда он по доносу казнил нескольких невинных людей, как сообщал Аммиан Марцеллин. Лоллиан был язычником. Известно, что он был патроном Путеол. Сенатор Юлий Фирмик Матерн посвятил ему своё произведение «Matheseos libri octo».
У Лоллиана было два сына: Квинт Флавий Меций Корнелий Эгнаций Север Лоллиан и Плацидий Север.